# Newstead (Australia)
Newstead – miasto w Australii, w stanie Wiktoria.